# Ramnagar (Nawalparasi)
Ramnagar (nep. रामनगर) – gaun wikas samiti w zachodniej części Nepalu w strefie Lumbini w dystrykcie Nawalparasi. Według nepalskiego spisu powszechnego z 2001 roku liczył on 2240 gospodarstw domowych i 12525 mieszkańców (6465 kobiet i 6060 mężczyzn).